# Coleophora conspicuella
Coleophora conspicuella é uma espécie de mariposa do gênero Coleophora pertencente à família Coleophoridae.